# Carol Lochbaum
Carol Lochbaum ist eine US-amerikanische Informatikerin. Sie ist hauptsächlich als Vorreiterin der digitalen Sprachsynthese bekannt.

## Forschung
Lochbaum arbeitete ab 1958 als Programmiererin in den Bell Laboratories. Mit John Kelly und Vic Vyssotsky schrieb sie den Blockdiagramm-Compiler BLODI. Mit diesem war es möglich, elektrische Schaltkreise digital zu simulieren. Frühe Musiksoftware aus den Bell Laboratories von Max Mathews basierte auf einem ähnlichen Konzept wie BLODI.
Das erste von einem Computer gesungene Lied war Daisy Bell auf dem IBM 704. Die Melodie wurde von Max Mathews programmiert und die Sprachsynthese für den Gesang von Lochbaum und John Kelly. Dafür entwickelten sie ein mathematisches Modell für den menschlichen Sprachapparat, das diesen als eine Kette von Röhren mit verschiedenen Durchmessern simuliert. Dieses sogenannte Kelly-Lochbaum-Modell war das womöglich erste Modell der Sprachsynthese, das abgetastete Wanderwellen nutzt.
Bei seinem Besuch in den Bell Laboratories im Jahr 1962 hörte der Science-Fiction-Autor Arthur C. Clarke das Lied. Die Darbietung inspirierte ihn Jahre später, als er das Drehbuch für 2001: Odyssee im Weltraum schrieb. Im selben Jahr wurde der „singende Computer“ auf dem Fourth International Congress on Acoustics in Kopenhagen präsentiert.
Ab 1963 war Lochbaum beratende Programmiererin im Behavioral Research Laboratory von Bell Labs, wo sie sich mit digitaler Typografie beschäftigte. Sie entwickelte mit Max Mathews und Judith Moss die frühesten vektor-basierten Computer-Schriftarten.
Ab 1989 erforschte Lochbaum die Implementierung von Hypertext.